# Детенице (замък)
Детенице (на чешки: Dětenice) е средновековен бароков замък в едноименното селище в окръг Ичин на Краловохрадецкия край (Чехия), паметник на културата.
Замъкът представлява триетажно здание с четириетажна кула и портик. В него са включени сградата на бургграфството и стопански постройки. В замъка се съхранява колекции от оръжия на Малтийския орден и ловни трофеи.

## История
Замъкът е основан в края на XIII – началото на XIV век от Бенеш от Валдщейн и Детениц (1269—1318), който преустроява първоначалната дървена крепост в каменен замък в готически стил. Първото писмено споменаване на замъка е от 1404 г..
През 1503 г. замъкът Детенице преминава в собственост на рода Кържинецки. Бохуслав Кържинецки от Ронов през 1587 г. преустроява замъка в стил ренесанс. През 1619 г., синът му Иржи издига голямата кула.
Крал Фердинанд II конфискува замъка и прилежащите пристройки от Кържинецки и ги предава на рода Валдщейн. После замъкът е купен от Кристиан Клам-Галас, който го преустроява в стил късен барок.
В началото на XIX век синът на австрийския барон и дипломат Висерберг завещава имението на Ордена на малтийските рицари. Орденът продава замъка през 1903 г. на еврейския промишлен магнат Адолф Блох, чиито син проиграва цялото имение на борсата.
През 1927 г. замъкът е закупен и реставриран от инженерът-строител Ржехак, след което част от него е открита за публични посещения. През 1948 г. замъкът е национализиран.
Понастоящем имението принадлежат на семейство Ондрачкови. От 2000 г. замъкът е открит за посетители.